# Derviș

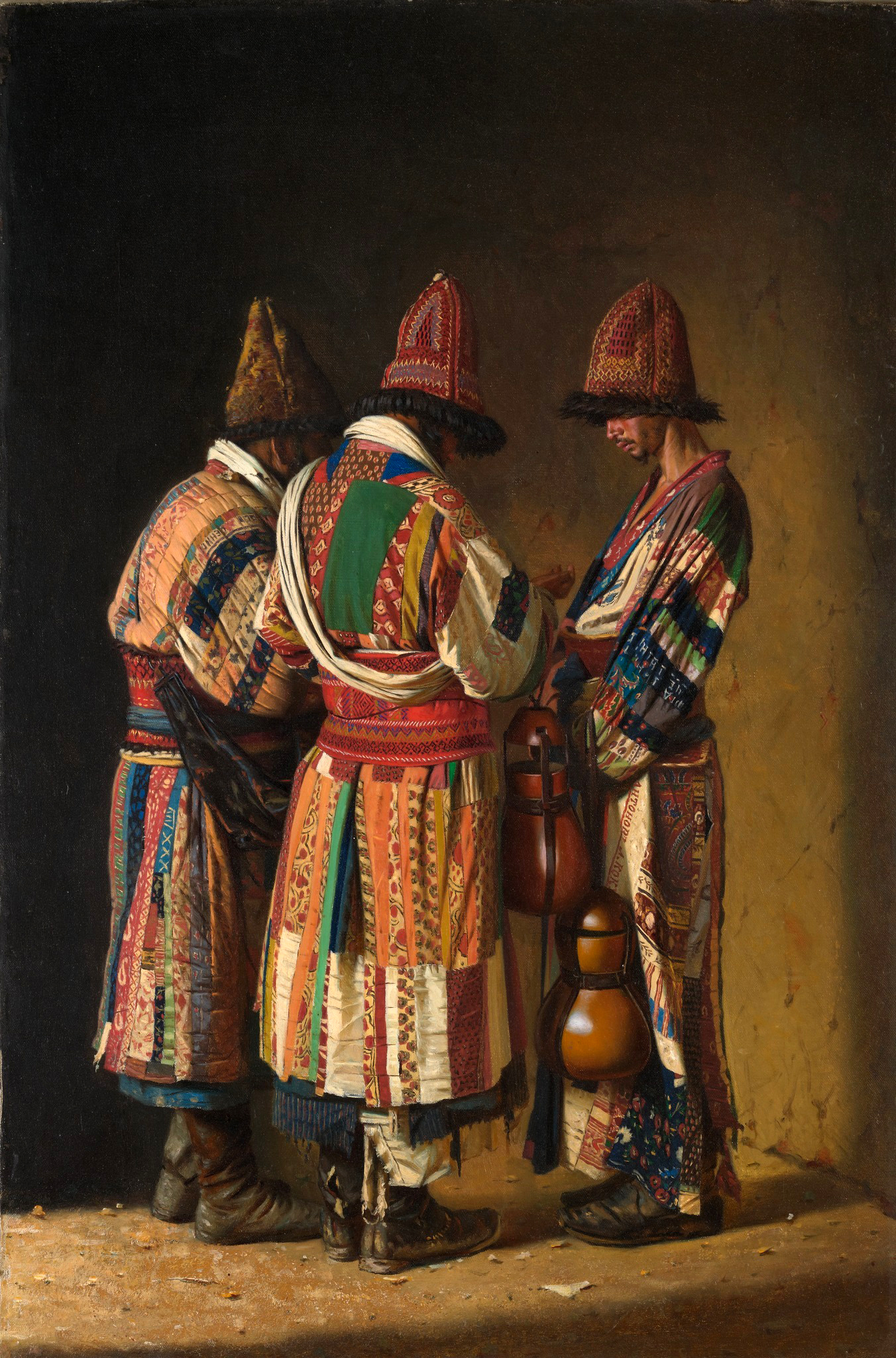
Vassili Vereșciaghin: Derviși (1869–1870)

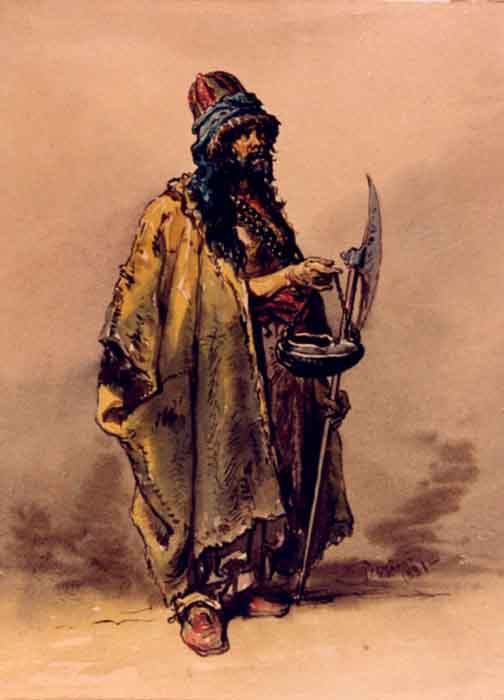
Un derviș turc în anii 1860, pictură de Amedeo Preziosi

Un derviș sau darvesh (din persană درویش, Darvīsh prin intermediul limbii turce, în somaleză Daraawiish, în arabă  درويش, Darwīš) este o persoană care urmează calea ascetică musulmană mistică, sufistă sau "Tariqah", cunoscută pentru sărăcia extremă și austeritatea ei. Accentul lor este pus pe valorile universale ale dragostei și ajutorării, renunțând la iluziile acestei lumi pentru a ajunge la Dumnezeu. În cele mai multe ordine sufiste, un derviș este cunoscut pentru practicarea dhikr (pomeniri) prin efort fizic sau practici religioase pentru a atinge transă extatică care să-l apropie de Dumnezeu. Cei mai populari derviși sunt dervișii rotitori din Turcia, adepții lui Rumi.

## Practica religioasă
Mulți derviși sunt asceți cerșetori care au făcut un jurământ de sărăcie, spre deosebire de mullahi. Principalul motiv pentru care ei cerșesc este ca să învețe umilința, dar dervișilor le este interzis să cerșească pentru binele lor. Ei trebuie să dea banii strânși altor oameni săraci. Alții au profesii comune. De exemplu, prin tradiție, dervișii din Qadiriyya din Egipt sunt pescari.

## Imagini

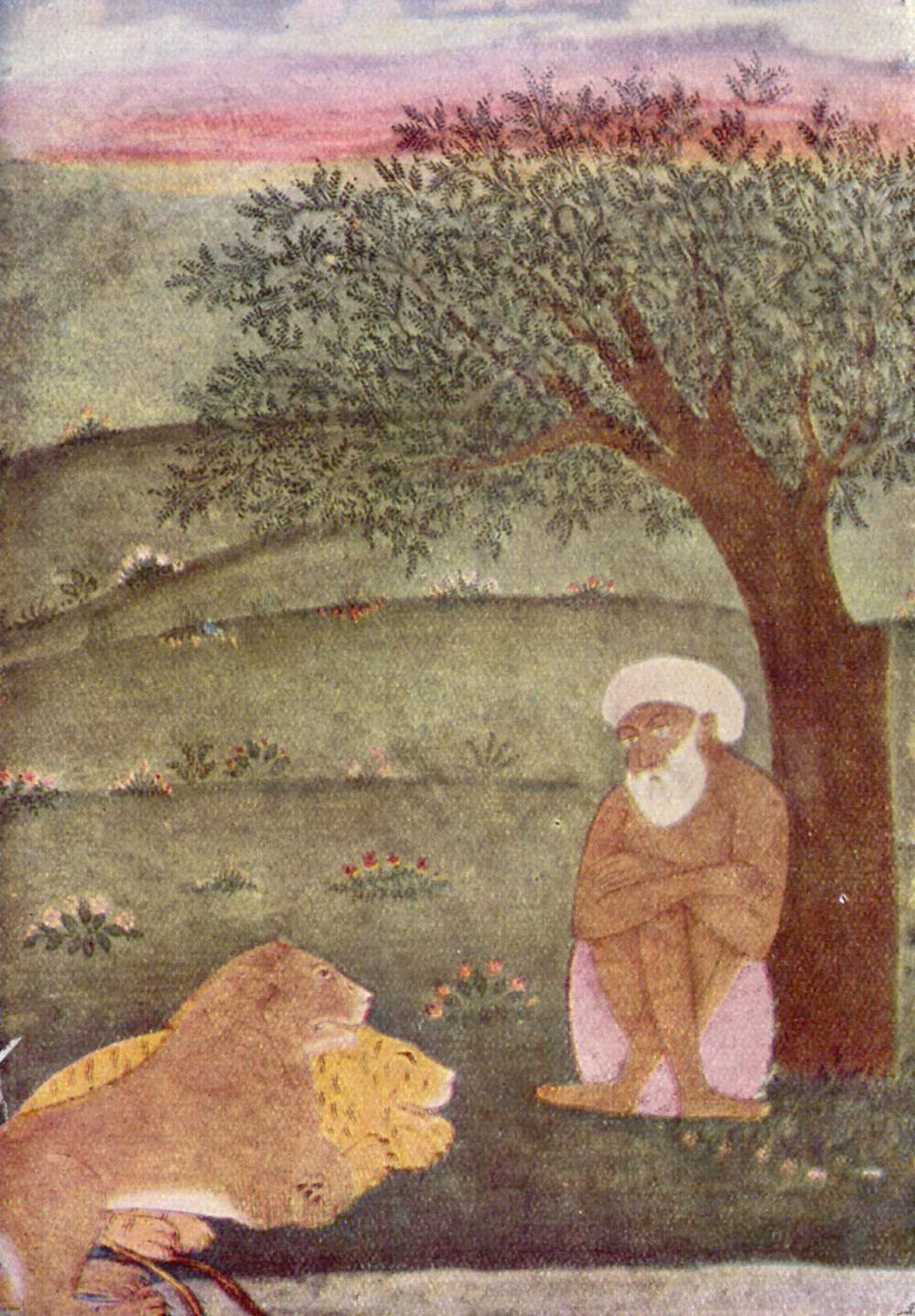
Derviș cu un leu și un tigru, pictură mogulă, c. 1650
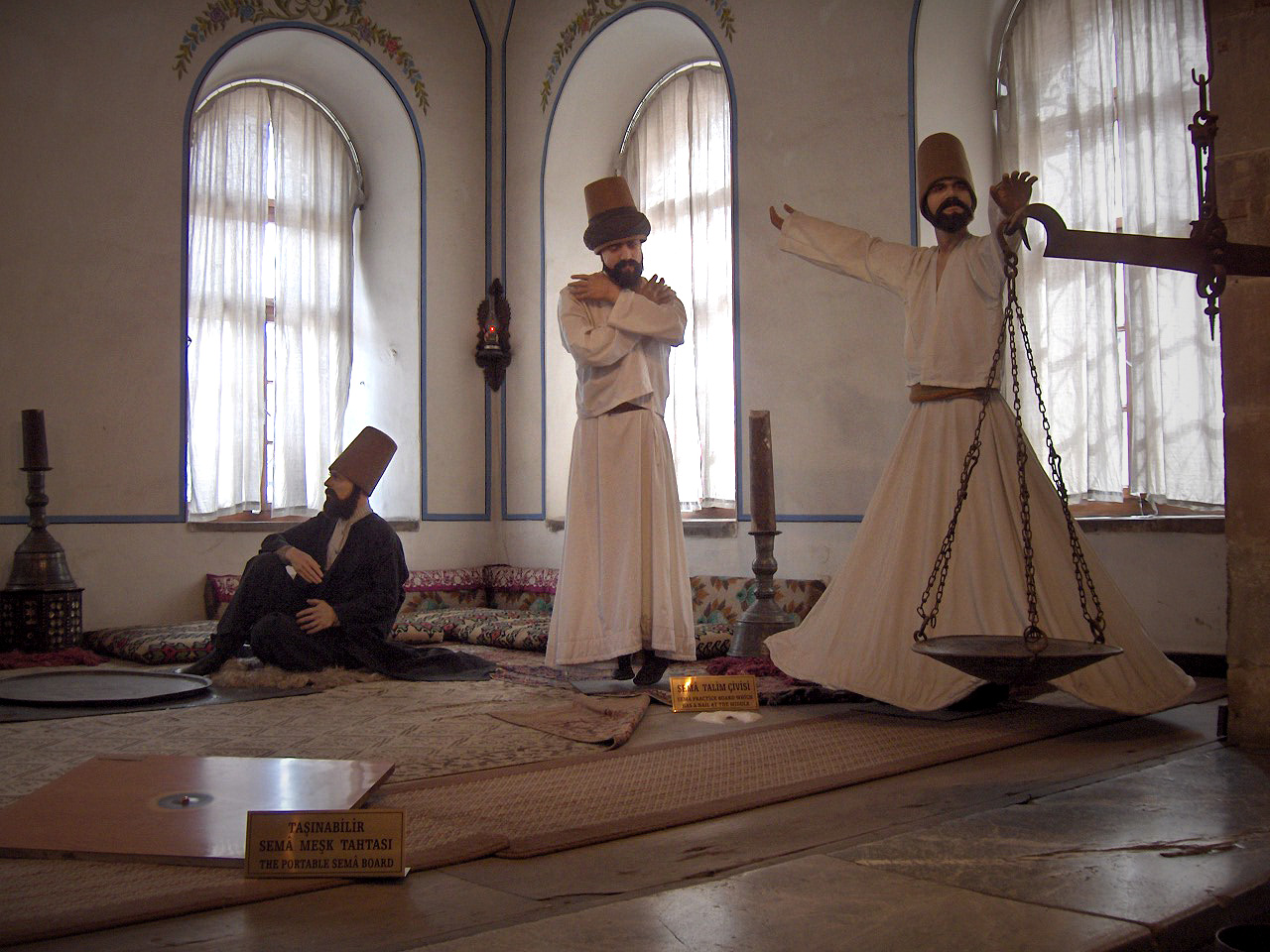
Manechini derviși (mausoleul Mevlâna, Konya, Turcia)
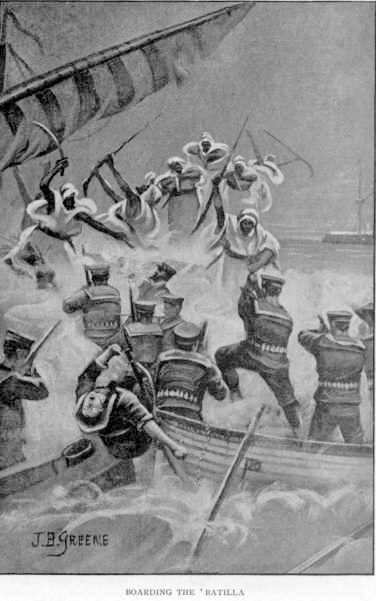
Soldați ai Statului Derviș Somalez într-o luptă pe mare cu militarii [[Armata Britanică|britanici
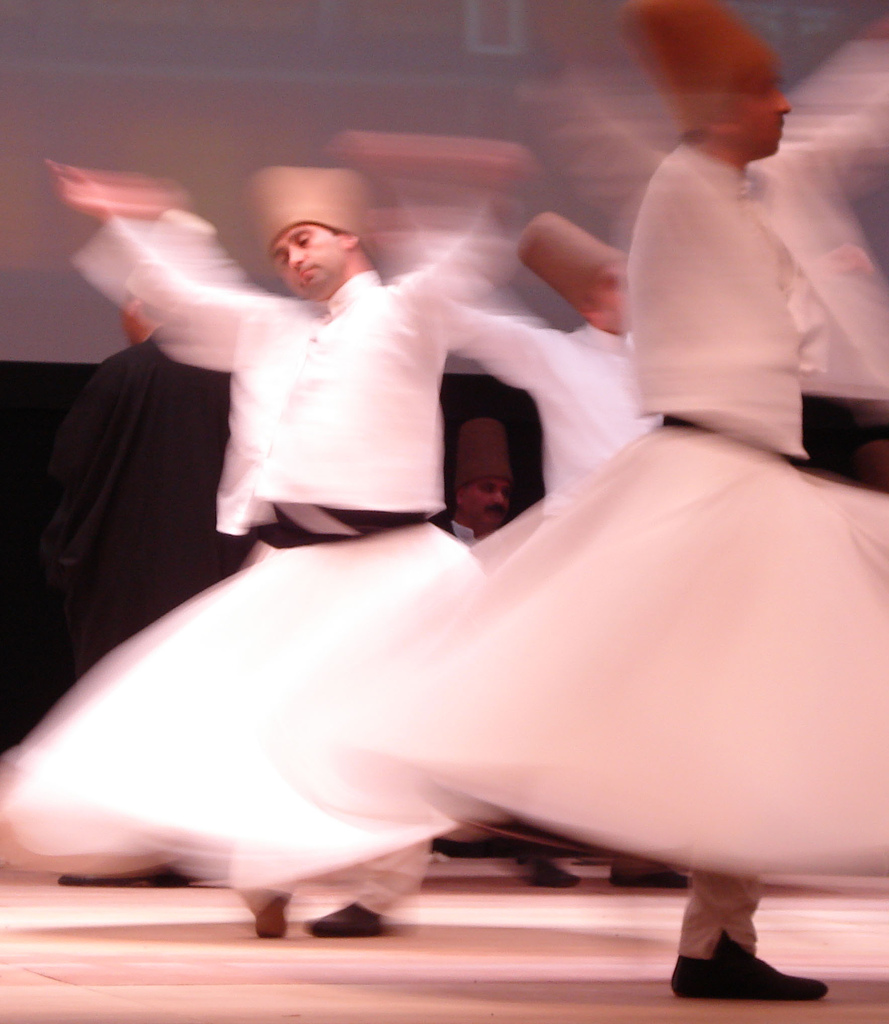
Dervișii rotitori, Rumi Fest 2007
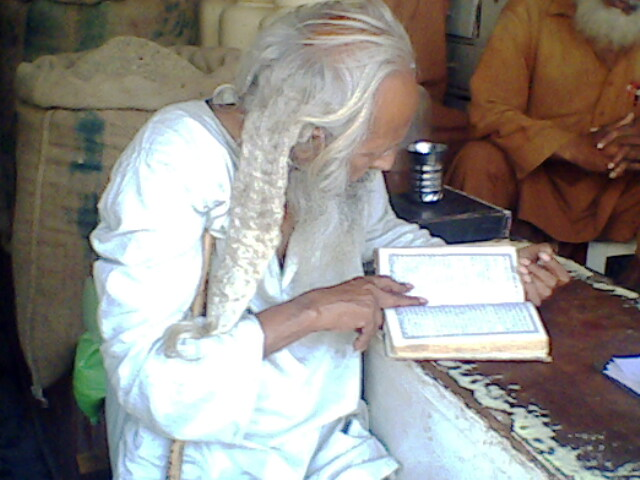
Un derviș pakistanez din Tulamba (mai 2008)
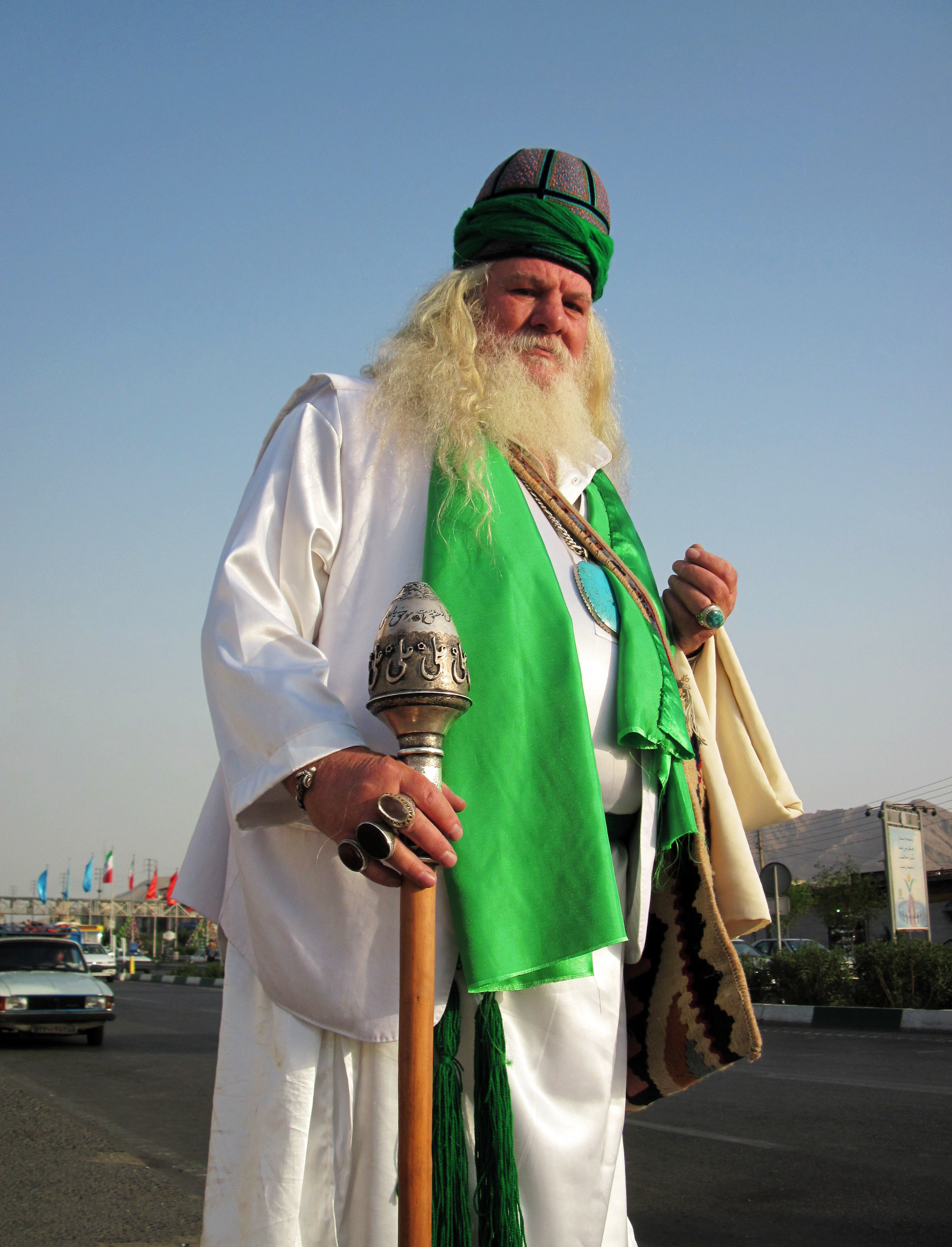
Un derviș din Teheran(2010)

## Legături externe
- The Journey of the Sufi / The Dervish
- Bektashi Order of Dervishes Arhivat în 15 mai 2014, la Wayback Machine.
- Rifai Dervish Order Rifai Dervishes
- A photo essay on the Sufis and Sufi dervishes of Pakistan
- Videos of Dervish music and dances of Rumi